# Ernesto Duchini
Ernesto Emilio Duchini (Buenos Aires, 10 de noviembre de 1910 - íd. 19 de marzo de 2006) fue un futbolista y entrenador argentino.

## Biografía
Nació en Barrio Norte pero a los ocho años se mudó al barrio de Chacarita. A los 10 años se hizo hincha de River Plate. A los 12 comenzó a jugar en las inferiores de Pequeño Alumni y a los 15 llegó a Chacarita Juniors, donde debutó en Primera en 1928. Duchini jugó hasta su retiro 145 partidos y marcó 5 goles.
Continuó jugando en dicho equipo hasta su retiro, en 1938. Luego, se inició su carrera como entrenador, debutando con Chacarita Jrs. en 1939 y desde 1943 dirigiendo las inferiores de River Plate, San Lorenzo y Racing. 
En 1954 fue designado como entrenador de las divisiones juveniles de la selección nacional, donde obtuvo un Preolímpico (1964) y ganó dos Juegos Panamericanos (1955 y 1959). Conservó dicho cargo por veinte años hasta 1974.
En 1974 fue designado asesor de las divisiones juveniles de la Selección, cargo que conservó hasta 1994. Colaboró con César Luis Menotti en la formación de los equipos que ganaron el Torneo Esperanzas de Toulón de 1975 y el Mundial Juvenil de Japón 1979. 

## Fallecimiento
Falleció el 19 de marzo de 2006, a los 95 años, en el Hospital Pirovano de Buenos Aires, sus restos fueron velados en la sede de Chacarita Juniors.

## Reconocimientos
El 20 de enero de 2007 inauguraron en el balneario Costa Bonita, Necochea, un campo deportivo que lleva su nombre en su honor.
Además en Villa Constitución (Santa Fé) se encuentra una academia de formación de jugadores con su nombre...
[http://www.academiaernestoduchini.com (enlace roto disponible en Internet Archive; véase el historial, la primera versión y la última).